# Manthagi, Hangal
Manthagi là một làng thuộc tehsil Hangal, huyện Haveri, bang Karnataka, Ấn Độ.